# Örtagården
Örtagården è un'area urbana della Svezia situata nel comune di Västerås, contea di Västmanland.
La popolazione rilevata nel censimento 2010 era di 460 abitanti.